# Лавриненко, Фридрих Фёдорович
Фридрих Фёдорович Лавриненко (1932 — 2007) — советский военный деятель, организатор измерительного комплекса по управлению космическими аппаратами, полковник-инженер (1974). Начальник  научно-испытательного управления космических аппаратов связи и навигации военного назначения Центрального управления космических средств (1982—1985). Лауреат Государственной премии СССР (1981).

## Биография
Родился 25 сентября 1932 года в селе Хижинцы, Лысянского района, Киевской области.
С 1949 по 1951 год обучался в Киевском авиационно-техническом училище. С 1952 по 1959 год служил в авиационных частях ВВС СССР 
на инженерных и политических должностях, в том числе авиационным техником и секретарём комсомольского бюро учебного бомбардировочного авиационного полка.
С 1965 года после окончания Военно-артиллерийской академии имени Ф. Э. Дзержинского был направлен для службы в систему Командно-измерительного комплекса по управлению управления космическими аппаратами на Енисейский Отдельный командно-измерительный пункт №4, где служил на должностях: с 1965 по 1966 год — начальник отделения, с 1966 по 1968 год — начальник отдела и с 1968 по 1971 год — заместитель начальника этого пункта.
С 1971 по 1982 год на научно-исследовательской работе в Центре контрольно-измерительного комплекса искусственных спутников Земли и космических объектов (с 1982 года — ГНИИЦ космических средств МО СССР) в должности старшего инженера-испытателя отдела автоматизации, с 1973 по 1977 год — начальник отдела системы комплексного автоматизированного тестирования цифровых радиоэлектронных устройств «Скат-Ц», с 1977 по 1982 год — заместитель начальника испытательного управления Центра автоматизированных комплексов. В 1974 году Приказом Министра обороны СССР Ф. Ф. Лавриненко было присвоено воинское звание полковник-инженер.
В 1981 году Постановлением ЦК КПСС и СМ СССР «За создание единой системы автоматизации наземных комплексов управления космическими аппаратами и освоение серийного производства аппаратуры, входящей в эту систему» Ф. Ф. Лавриненко был удостоен — Государственной премии СССР
С 1982 по 1985 год — руководитель научно-испытательного управления космических аппаратов связи и навигации военного назначения Центрального управления космических средств. Ф. Ф. Лавриненко осуществлял общее руководство при лабораторно-конструкторских испытаниях и применении космической спутниковой навигационной системы ГЛОНАСС и орбитальных систем радиотехнического наблюдения.
С 1985 по 1993 год работал научным сотрудником в Российском научно-исследовательском институте космического приборостроения.
Скончался 11 июня 2007 года в Москве, похоронен на Борисовском кладбище.

## Награды
- Государственная премия СССР (1981 — «за создание единой системы автоматизации наземных комплексов управления космическими аппаратами и освоение серийного производства аппаратуры, входящей в эту систему»)[1][2]